# Letham (Fife)
Letham ist ein kleines Dorf in Fife, Schottland. Es liegt an der A92 etwa sieben Kilometer westlich von Cupar. Laut Zensusdaten von 2001 lebten dort 141 Personen.
Lethams Schule, die Letham Primary School, unterrichtet etwa 40 Schüler, im Alter zwischen fünf und zwölf. Das Schulgebäude selbst ist über 130 Jahre alt und besteht hauptsächlich aus Sandstein, der 200 Meter der Schule entfernt gebrochen wurde.